# Cyrtopogon swezeyi
Cyrtopogon swezeyi là một loài ruồi trong họ Asilidae. Cyrtopogon swezeyi được Wilcox & Martin miêu tả năm 1936. Loài này phân bố ở vùng Tân Bắc giới.